# Dodia albertae
Dodia albertae is een vlinder uit de familie van de spinneruilen (Erebidae), onderfamilie beervlinders (Arctiinae). De wetenschappelijke naam van de 
soort is voor het eerst geldig gepubliceerd in 1901 door Dyar.
Deze nachtvlinder komt voor in Europa.